# Lymantriades virginea
Lymantriades virginea är en fjärilsart som beskrevs av Bethune-Baker 1904. Lymantriades virginea ingår i släktet Lymantriades och familjen tofsspinnare. Inga underarter finns listade i Catalogue of Life.